# Mabel Tuke

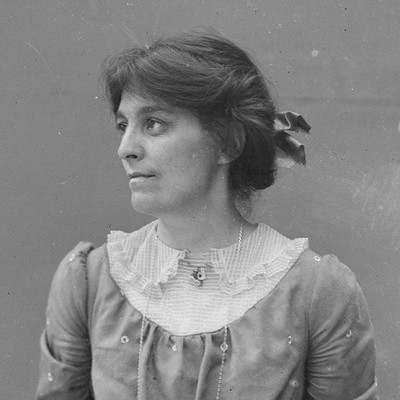
Mabel Tuke, 1909

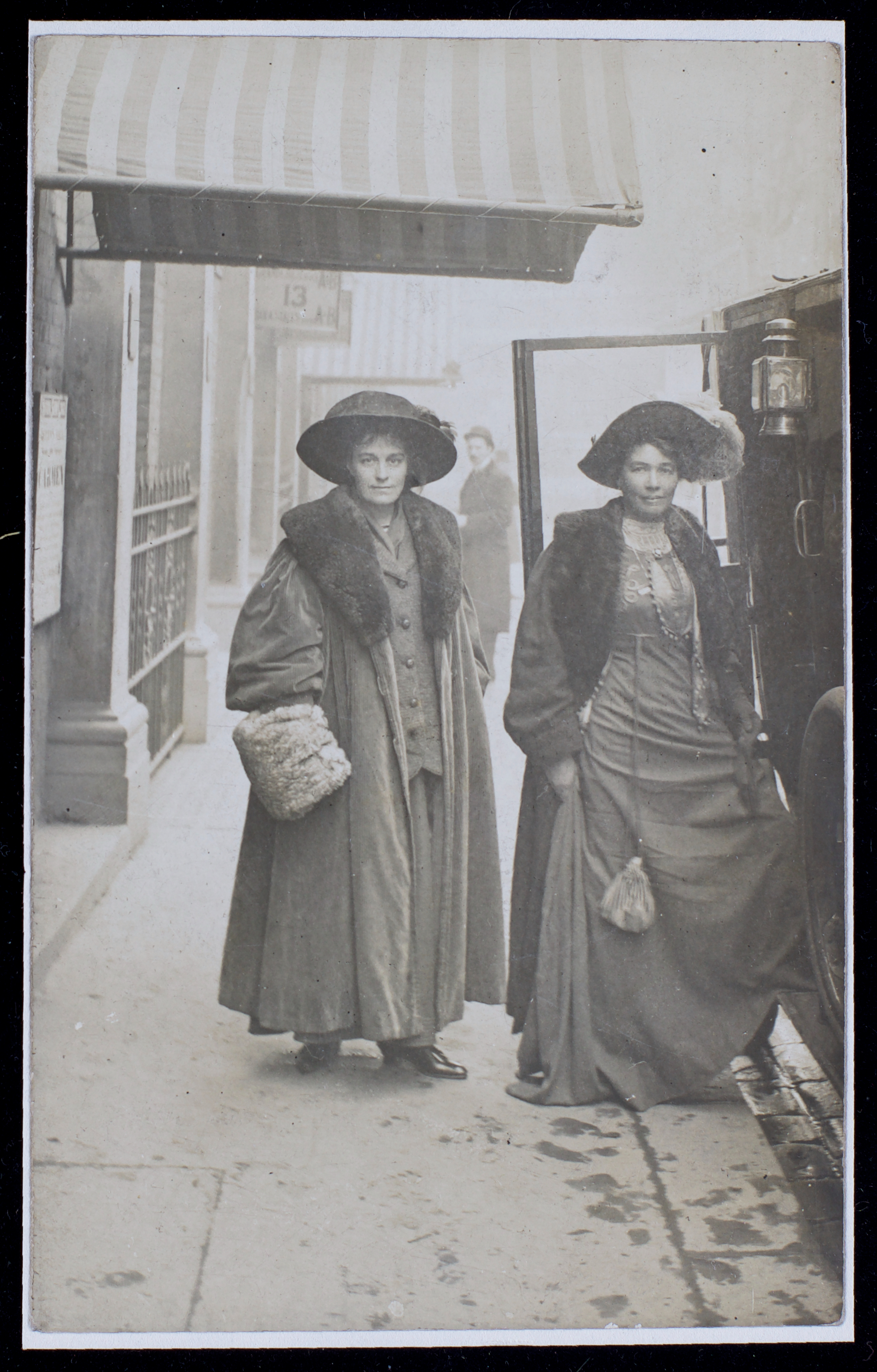
Emmeline Pethick-Lawrence und Mabel Tuke, 1907

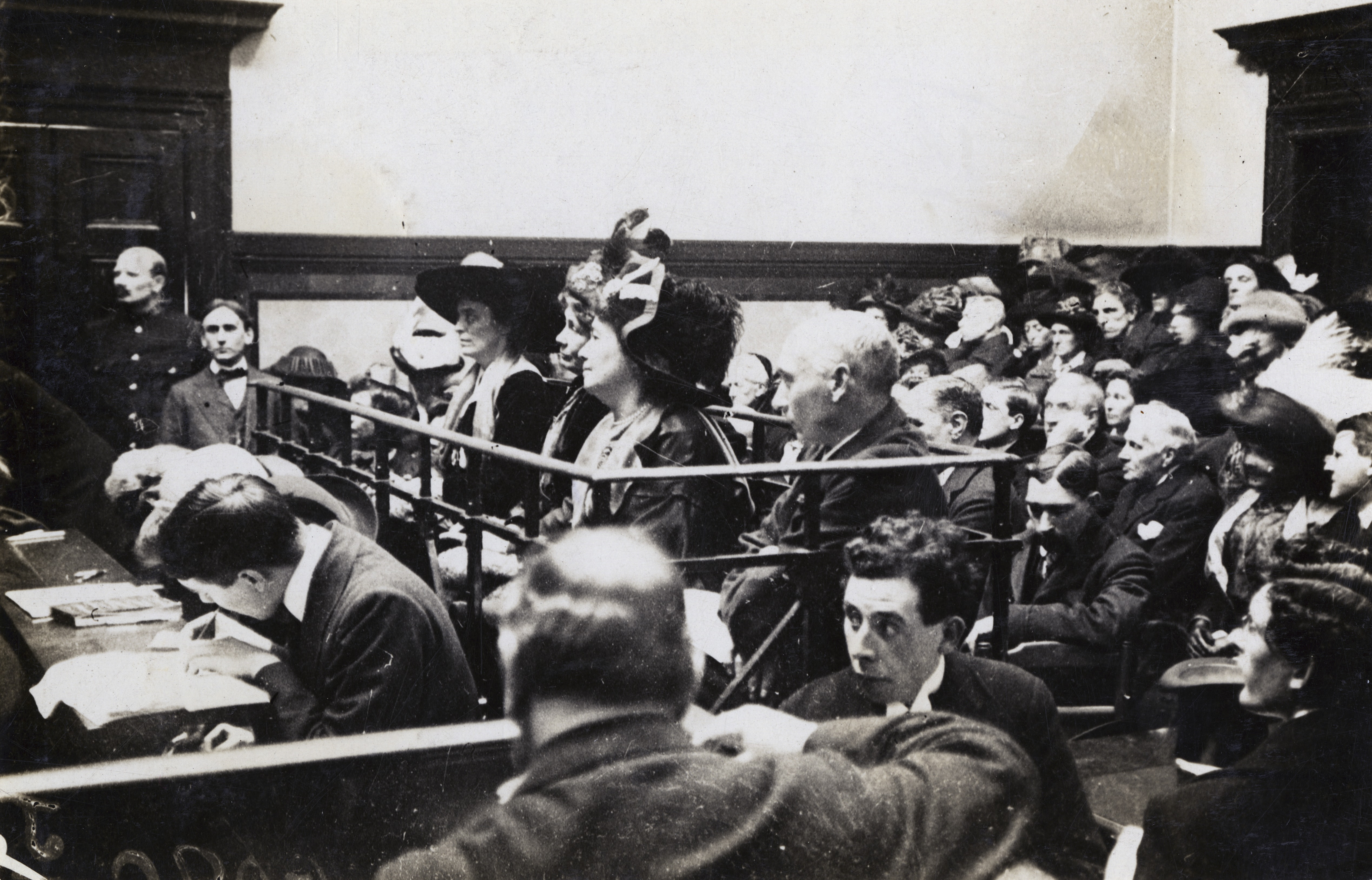
Frederick und Emmeline Pethick-Lawrence, Emmeline Pankhurst und Tuke im Bow Street Court, 1911 oder 1912

Mabel Kate Tuke, geborene Mabel Kate Lear (* 19. Mai 1871 in Plumstead, London; † 22. November 1962 in Neville's Cross, Durham) war eine englisch-britische Suffragette.

## Leben
Tuke wurde als drittes von sechs Kindern und die älteste von drei Töchtern von Richard Lear (1834–1894), Angestellter der Abteilung der Royal Engineers im Arsenal von Woolwich, und seiner Frau Emma Margaret, geborene Lear (* 1836). Ihre Eltern waren wahrscheinlich Cousins. Über die Art der Ausbildung, die Tuke genoss, ist nichts bekannt; nach deren Abschluss scheint sie keiner bezahlten Beschäftigung nachgegangen zu sein.
Tuke heiratet am 25. Februar 1895, zwei Monate nach dem Tod ihres Vaters, James Quarton Braidwood, einen Gasingenieur. Über das Schicksal dieser Ehe ist nichts bekannt; vermutlich wurde sie, möglicherweise in Südafrika, durch den Tod ihres Mannes beendet. Im Jahr 1901 heiratete sie, wahrscheinlich ebenfalls in Südafrika, George Moxley Tuke, einen Hauptmann der südafrikanischen Gendarmerie. Doch auch er starb früh, und 1905 kehrte Tuke nach England zurück. Im Laufe dieser Reise lernte sie Frederick und Emmeline Pethick-Lawrence kennen. Über diese Bekanntschaft bzw. Freundschaft lernte Tuke die Women’s Social and Political Union (WSPU) kennen. 1906 wurde Tuke ehrenamtliche Sekretärin bei der WSPU.
Emmeline Pankhurst widersetzte sich 1907 allen Bemühungen, ihre absolute Autorität aufzuheben. Im Jahr 1907 forderte eine Gruppe von Mitgliedern unter der Leitung von Teresa Billington-Greig mehr Demokratie auf den Jahresversammlungen der WSPU. Das veranlasste Pankhurst ihre Alleinführung offensichtlich zu machen: Sie hob die Satzung auf und sagte die Jahresversammlungen ab. Sie erklärte, dass ein Komitee, das 1907 von den anwesenden Mitgliedern gewählt wurde, die Aktivitäten der WSPU koordinieren würde. Emmeline und Christabel Pankhurst wurden zusammen mit Tuke und Emmeline Pethick-Lawrence gewählt. Mehrere vor allem konservativere WSPU-Mitglieder, darunter Billington-Greig und Charlotte Despard, waren darüber so verärgert, dass sie austraten und die Women’s Freedom League gründeten.
Tuke befand sich mit den Pankhursts und den Pethick-Lawrences am 17. Juni 1911 hinter der auf einem weißen Pferd und in voller Rüstung mit einem Banner im Stil von Jeanne d’Arc reitenden Marjery Bryce an der Spitze eines aus rund 40.000 Frauen bestehenden Umzugs anlässlich der Krönung von George V.
Am 1. März 1912 ging sie zusammen mit Emmeline Pankhurst zu 10 Downing Street und warf einen Stein durch das Fenster. Dafür wurde sie zu einer dreiwöchigen Haftstrafe verurteilt und im Holloway Prison zusammen mit Christabel und Emmeline Pankhurst und den Pethick-Lawrences wegen Verschwörung angeklagt. Christabel Pankhurst konnte nach Frankreich fliehen, aber die Pethick Lawrences wurden in der WSPU-Zentrale verhaftet. Am 28. März 1912 wurden sie wegen „Verschwörung“ vor Gericht gestellt. Tuke wurde jedoch am 4. April aus dem Verfahren entlassen. Mit den anderen Führerinnen der WSPU im Ausland oder im Exil übernahm Tuke die Organisation einer Fundraising-Veranstaltung in der Royal Albert Hall am 15. Juni 1912, die ein triumphaler Erfolg wurde.
Der nächste Streit in der WSPU betraf die Entscheidung der Pankhursts, die Militanz zu erhöhen. Die Pethick-Lawrences waren damit nicht einverstanden, als die Pankhursts beschlossen, sie aus der WSPU auszuschließen. Emmeline Pethick-Lawrence war aber diejenige gewesen, die Tuke in die WSPU eingeführt hatte. Tuke, deren Gesundheit angeschlagen war, verabschiedete sich und begab sich auf eine Genesungsreise nach Südafrika.
Nach ihrer Rückkehr besuchte sie häufig Christabel Pankhurst in Paris und blieb den Pankhursts auch dann noch treu, als sie ihr Engagement für das Wahlrecht eingestellt hatten. Im Jahr 1925 beteiligte sie sich zusammen mit Emmeline und Christabel Pankhurst an dem zum Scheitern verurteilten Plan, in Juan-les-Pins an der französischen Riviera einen Teeladen zu betreiben. Der Teeladen wurde hauptsächlich mit Tukes Geld eröffnet, und sie war die Bäckerin. Der Laden musste bald wieder schließen.
Nach dem Zweiten Weltkrieg lebte sie bei ihrem Neffen, einem Pfarrer in Shadforth, County Durham. 1962 starb sie im Ashbrooke Nursing Home in Durham an einer Hirnthrombose.